# Революції 1848—1849 років
Революції 1848—1849 років (відомі під назвою «Весна націй» та «Весна народів») — низка революцій, що сталася в Європі у 1848 році. Весна Націй досі залишається наймасштабнішою в європейській історії хвилею революцій, проте у зв'язку з політичними реакціями, у всіх випадках влада була відновлена протягом року.
Революції були демократичними за своєю природою, ставлячи за основу знищення феодальної форми правління і створення незалежних національних держав.
Революційна хвиля зародилася у Франції на початку року та швидко поширилася на більшу частину Європи та частину Латинської Америки. Були охоплені близько 50 країн, революціонери не мали зв'язку між собою та не співпрацювали, діючи незалежно.
Шість чинників були основними: поширене невдоволення політичним курсом, вимоги вагомішої участі народу в управлінні країнами, вимоги вільної преси, вимоги робочого класу, поширення націоналізму і перебудова політичної системи серед монархів, аристократії, армії, церкви та селянства.

## Революція на українських землях

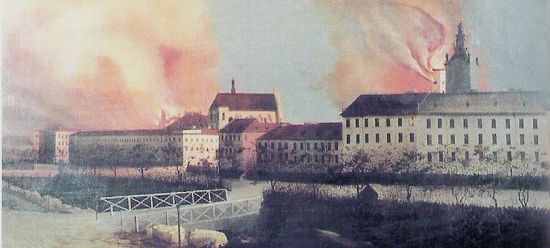
Пожежа у Львові в 1848 році викликана обстрілами австрійської артилерії

На українських землях — у Галичині, Буковині, Закарпатській Україні — революційні виступи почалися 1848 року багатолюдними вуличними демонстраціями. У Львові вони відбувалися 18, 19 і 21 березня 1848, коли понад 12 тисяч жителів міста підписали петицію австрійському імператору Фердінанду I Габсбургу — першу в Галичині програму політичних перетворень. 22 березня 1848 велика маніфестація пройшла в Чернівцях — під гаслами підтримки конституції. Однак тимчасово зберігалися сервітути, за які селяни мусили, як і раніше, платити поміщикам. Весною та влітку 1848 року заворушення набули особливо широкого розмаху під керівництвом депутата райхстагу Л. Кобилиці в сільських районах Буковини, де імператорський указ щодо скасування кріпацтва не поширювався аж до серпня 1848 року.
Із розвитком революції на західноукраїнських землях активізувалися національні рухи. Першими свою організацію створили у Львові 13 квітня 1848 поляки — Центральну раду народову. 19 квітня 1848 року вище духовенство Української греко-католицької церкви подало губернаторові Ф. Стадіону від імені українського населення петицію про запровадження в установах Східної Галичини української мови, доступ українців до державної служби, рівноправ'я для священиків усіх конфесій. 2 травня 1848 року галицькі українці оголосили заснування у Львові Головної руської ради на чолі з єпископом Г. Яхимовичем. В її відозві до народу та наступних петиціях була проголошена програма забезпечення вільного національного розвитку українців, створення в Східній Галичині української автономії. На її підтримку серед населення було зібрано понад 200 тисяч підписів. Провідниками політики Головної руської ради на території Галичини стали місцеві ради (близько 50-ти, із них — 12 окружних), перша за революційної доби українська газета «Зоря Галицька» та інші. У містах і деяких селах почалося формування української національної гвардії. Прагнучи підпорядкувати своїм інтересам український рух, Центральна рада народова 23 травня 1848 року заснувала за участю полонізованої української інтелігенції окремий центр — «Руський собор».
У Буковині Північній вплив на піднесення національного руху австрійських українців справила боротьба за збереження адміністративної єдності Буковини з Галичиною. Проте запроваджена в березні 1849 року імперська конституція закріпила їх поділ. У Закарпатті українці також виступали під об'єднавчими гаслами: у січні 1849 року делегація, очолена А. Добрянським, передала австрійському імператору Францу-Йосифу I Габсбургу петицію з пропозиціями про об'єднання краю з Галичиною. У відповідь австрійський уряд лише виокремив райони з переважним українським населенням в Ужгородський округ, дозволивши відкривати народні школи з українською мовою викладання.
Революція на західноукраїнських землях набула кульмінації під час повстання 1–2 листопада 1848 року у Львові, спричиненого спробою австрійського гарнізону захопити в місті владу. Авангардною силою виступив польський академічний легіон, у складі якого були й українські студенти. До нього приєдналися підрозділи національної гвардії, робітники та ремісники. Після артилерійського обстрілу і барикадних боїв австрійським військам вдалося опанувати становищем. У місті було заборонено всі зібрання й політичні товариства, періодичні видання, сотні повстанців піддано репресіям. У січні 1849 року воєнний стан поширився на всю Галичину.
Великий резонанс європейської революції спричинили в Російській імперії, справивши особливий вплив на регіони, прилеглі до західних кордонів. У березні 1848 року російський імператор Микола I визнав становище загрозливим «потрясінням», «спробами до бунтів». Вже 20 березня 1848 року в Царстві Польському, Литві, Білорусі й Україні було запроваджено надзвичайний стан.
На початку весни 1848 року в українських губерніях Російської імперії постала атмосфера революційних сподівань і очікувань, підтримувана поширенням численних відозв і прокламацій із закликами брати приклад із «братів» — французів, німців, італійців, австрійців. Багато цих матеріалів надходило нелегально через австрійсько-російський кордон, Одесу, Керч та інші порти. На Волині і Поділлі з'являлися листівки, складені революціонерами у Львові, у Білу Церкву, інші міста й містечка вони надсилалися з Пруссії, Угорщини.
На політичні зміни в зарубіжжі активно відгукувалася студентська та гімназійна молодь Києва, Житомира, Рівного та інші. Центром формування в Україні громадської думки на підтримку революцій став Київський університет. Там же, у Києві, на Печерському майдані стався прилюдний виступ французького підданого Е. Лемоаля, який проголосив гасло «Хай живе республіка!» В окремих частинах російкої армії, зокрема 2-й кавалерійскій дивізії, дислокованій в Україні, офіцери висловлювали симпатії визвольній боротьбі угорців та інших народів. На Полтавщині в присутності військових і дворян вітали лютневу революцію у Франції брати М. і В. Закревські. Ідеї політичної свободи, адресовані воякам-українцям, висловлювалися в агітаційному творі «Солдатський катехізис», написаному українською мовою.
Відверто антикріпосницького характеру набули заворушення українських селян, викликавши паніку і масову втечу поміщиків зі своїх маєтків.

## Революція у Франції
Революція була наближена неврожаями 1845—1846 pp. та економічною кризою 1847 р. Почалися масові банкрутства, звільнення та зростання безробіття. Улітку 1847 р. розпочався рух так званих бенкетів: щоб пропагувати реформи і при цьому обійти суворі заборони спілок та зборів, у Парижі та великих провінційних містах організовувались обіди. Під час них гучно говорили про реформи і різко критикували уряд. Розлючений уряд заборонив черговий такий бенкет, призначений на 22 лютого 1848 року. Це стало безпосереднім приводом до революції. Почалися масові заворушення. Король відправив уряд у відставку, розпустив палату депутатів і погодився провести реформу. Армія не підтримала Луї-Філіппа. Коли він на коні у супроводі синів під'їхав до військ, які захищали його палац, вони не відповіли на його привітання, а національна гвардія кричала: «Реформи!» 24 лютого Луї-Філіп зрікся престолу і втік в Англію, а 25 лютого 1848 року було проголошено Другу республіку (Перша — в 1792—1804 pp.)
4 травня 1848 р. почали роботу Установчі збори. Більшість у них мали праві республіканці (500 місць з 880). Орлеаністи і легітимісти провели 300 кандидатів, демократи і соціалісти — 80. Збори відмовили у створенні міністерства праці, чого хотіли робітники; були заарештовані лідери робітничої опозиції. Це спричинило повстання в Парижі. Військовий міністр генерал Кавеньяк отримав повноваження диктатора. Проти 45 тис. повстанців було кинуто 250 тис. солдатів. 11 тис. учасників повстання, яке за чотири дні зазнало поразки, було відправлено в заслання.
12 листопада 1848 р. була прийнята Конституція II республіки. Вища виконавча влада належала президенту, якого обирали загальним голосуванням на три роки, а законодавча — Законодавчим зборам, які обиралися на чотири роки. Але виборче право не поширювалося на значні групи робітників. Президентські вибори відбулися 10 грудня 1848 р. Вважалося, що найбільші шанси має приборкувач червневого повстання генерал Кавеньяк. Але досить несподівано президентом обрали небожа імператора Наполеона Бонапарта, сина його брата Людовіка — Луї Бонапарта (1808—1873 pp.). На виборах він отримав 5,4 млн голосів, а Кавеньяк — 1,4 млн. Він зібрав голоси всієї опозиції, за нього проголосували роялісти і католики, селяни і робітники, які не мали ніякого виховання і орієнтувалися лише на знамените прізвище Бонапарт. На відміну від свого великого дядька Луї був людиною посередніх здібностей, але великих амбіцій. Він народився в Голландії, де Наполеон поставив свого брата королем, жив в Італії та Англії, Двічі намагався захопити владу у Франції (в 1836 і 1840 pp.), але невдало, був засуджений за це до довічного ув'язнення, відбув шість років, але зумів утекти.
У 1850—1851 pp. у Законодавчих зборах розгорнулася боротьба між бонапартистами та їх супротивниками за внесення до Конституції поправки про можливість переобрання президента на другий термін. Отримавши відмову, бонапартисти здійснили державний переворот. У ніч на 2 грудня 1851 р. війська Луї Бонапарта за короткий термін захопили всі основні державні установи. Були заарештовані лідери опозиції, кількість заарештованих досягла 26 тис. Плебісцит, проведений 14 і 22 грудня, показав, що 7,5 млн французів проголосували «за» президента і лише 700 тис. були «проти». У січні 1852 р. була опублікована нова Конституція, яка продовжувала термін правління Луї Бонапарта на 10 років. Законодавчий корпус був позбавлений багатьох прав. 21 листопада 1852 р. на всенародному референдумі 7,8 млн французів проголосувало за імперію, 253 тис. проти, близько 2 млн утримались. 2 грудня 1852 р. Луї Бонапарт проголосив себе імператором під іменем Наполеона III (1852—1870 pp.). Наполеоном II бонапартисти вважали сина Наполеона І, який ніколи не правив і помер 1832 року.

## Революція в Німеччині

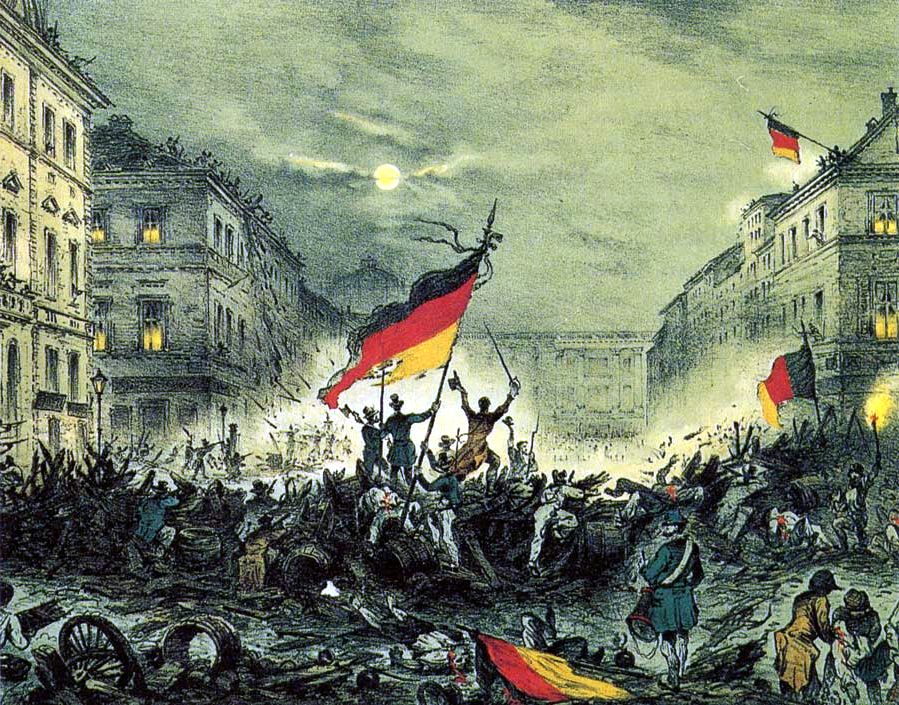
На берлінських барикадах, 19 березня 1848

Наявність залишків феодалізму, роздробленість Німеччини, яка гальмувала її розвиток, вплив революції у Франції — все це зумовило розгортання революції в Німеччині.
Найперша революція почалася в Бадені. Народна демонстрація подала до парламенту цього герцогства петицію, де вимагала свободу зборів та друку, скликання загальнонімецьких Установчих зборів, призначення відповідального міністерства, запровадження суду присяжних. Під тиском демонстрантів уряд пішов на певні поступки.
У Баварії 3 березня 1848 р. королю Людвігу І були подані петиції з вимогою політичних свобод. Робітники і студенти захопили військовий арсенал і озброїлися. 21 березня Людвіг І зрікся престолу на користь свого сина і втік.
Революційний рух у Пруссії почався з Кельна, перекинувся на Берлін. 10 днів у місті йшли демонстрації, 18 березня 1848 р. почалися сутички з військами. Повстанці зазнали суттєвих втрат, але король наказав вивести війська з Берліна. 22 березня було видано указ про демократичні перетворення. Успіхи революції сприяли піднесенню національно-об'єднаного руху. Головною політичною вимогою став заклик до скликання всенімецьких Установчих зборів. Улітку 1848 р. відбулися вибори до всенімецьких Установчих зборів, які отримали назву Франкфуртського парламенту. Уперше разом з буржуазією у ньому мали представництво інтелігенція — професори, адвокати, літератори. Але німецькі монархи не визнали цей парламент.
28 березня 1849 р. Франкфуртський парламент схвалив Імперську Конституцію, яка передбачала створення Німецької імперії, куди мала ввійти і Австрія. Усі держави імперії (Баварія, Саксонія, Ганновер, Вюртемберг, Баден) зберігали внутрішню самостійність, але зовнішні функції, командування збройними силами передавалися центральному уряду. Проголошувалися основні демократичні свободи. Імперську корону запропонували прусському королю Фрідріху Вільгельму IV, але він відмовився її прийняти. 29 дрібних та середніх німецьких держав визнали цю Конституцію, але основні німецькі держави відхилили її.
У травні 1849 р. почався новий етап революції в Німеччині. Початок цього етапу пов'язаний з повстанням у Дрездені. Далі події перекинулися на Рейнську область. Король спрямував сюди 60-тис. армію, яка придушила повстання.

## Особливості революції в Італії
В Італії революційні події розгорталися в умовах народних маніфестацій у Папській державі після обрання 1846 нового папи Пія ІХ та заворушень у Сицилії проти неаполітанського бурбонського режиму. Протягом лютого- березня у Сардинії, Тоскані, Папській державі було прийнято конституції, утворено нові уряди. Різні течії визвольного руху згуртовувала спільна мета — об'єднання роздробленої Італії й звільнення Ломбардії і Венеціанської області з-під австрійської окупації.
В Італії революція 1848 р. почалася з народного виступу на острові Сицилія, де безземельне селянство і робітники сірчаних копалень нещадно експлуатувалися великими землевласниками і власниками копалень. До цього додалося погіршення економічної ситуації внаслідок неврожаїв та криз. 12 січня 1848 р. спалахнуло повстання в Палермо — головному місті Сицилії. Урядові війська було розбито, король змушений був утворити ліберальний уряд і пообіцяти конституцію.
У березні революція перекинулася на інші області Італії. Особливістю революції 1848 р. в Італії було те, що вона була спрямована не лише проти феодально-абсолютистських порядків, а й проти австрійської влади. Король П'ємонту (Сардинське королівство) оголошує війну Австрії. Його підтримали уряди інших італійських держав. Але австрійський блок був неміцним, усередині нього були істотні суперечності. Першим не витримав Папа Римський, якому австрійське духовенство загрожувало розколом. Папа Пій IX відмовився воювати з Австрією, його дії повторив король Неаполітанський.
Ще до революції в Італії сформувалися дві основні течії: республіканська та ліберальна. На чолі першої стояв Джузеппе Мадзіні, який створив таємне товариство «Молода Італія». До цього руху належав і один з героїв Італії Джузеппе Гарібальді (1807—1882 pp.), який народився в Ніцці, у сім'ї мореплавця. Змушений за участь в організації «Молода Італія» покинути батьківщину, він воював у Бразилії та Уругваї проти реакційних режимів. У 1848 р. Гарібальді брав активну участь у війні проти Австрії.
Ліберальний рух розвивався в основному на півночі країни. Його лідером був Камілло Кавур, який прагнув об'єднати італійські держави під скіпетром Сардинського королівства.
Антиавстрійська коаліція зазнала поразки. Проте революція не закінчилася. Мадзіні сказав: «Війна королів закінчилася, війна народу починається». У Римі пройшли вибори до Установчих зборів на основі загального, прямого і таємного голосування. На пропозицію Гарібальді Збори прийняли рішення про позбавлення влади Папи римського і встановлення республіки. Уперше над Капітолієм піднявся трикольоровий національний прапор.
Під тиском громадськості сардинська армія знову почала військові дії проти австрійців, але зазнала поразки. Сардинський король змушений був зректися престолу. Почався спад революції. За закликом Папи римського в Італію направили свої війська Франція, Іспанія та Неаполь. Спочатку інтервенти зазнали поразки, але потім, вигравши час, розгорнули наступ і захопили Рим на початку липня 1849 р. Римська республіка перестала існувати. Осередком революції залишилася лише Венеція. 11 місяців тривала нерівна боротьба цього міста з австрійськими військами, які блокували його з моря і суші. У місті почався голод, епідемії тифу та холери. 22 серпня 1849 р. Венеція капітулювала. Революція в Італії закінчилася. Італійському народу не вдалося ні звільнитися від іноземного гноблення, ні ліквідувати реакційно-монархічні порядки та феодальні пережитки, ні створити єдину національну державу.

## Революція в Австрійській імперії та її значення

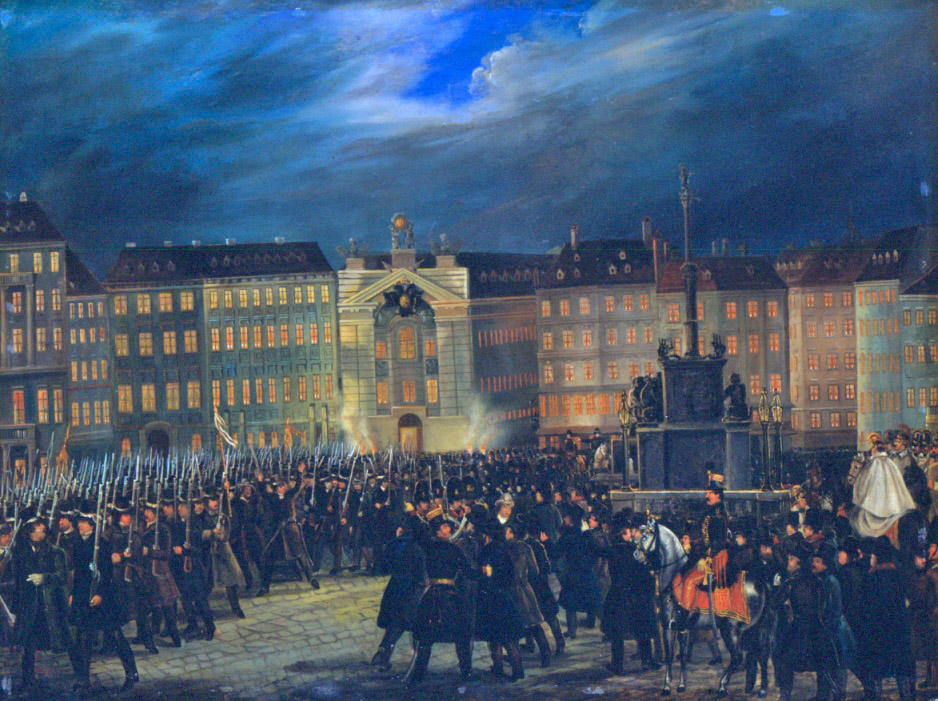
Національна гвардія на площі Ам Хоф у Відні в 1848

Особливістю революції в Австрії було те, що вона виникла як результат протидії феодальному, національному та релігійному гнобленню. Тому головним її завданням було скасування земельної залежності селян, станових привілеїв, абсолютизму та національного гноблення.
Революційні події в імперії почалися після звістки про зречення французького короля. 13 березня 1848 р. почалося повстання у Відні. Повстанці вимагали відставки канцлера Меттерніха, який очолював уряд понад 30 років. Імператор наступного дня змушений був задовольнити цю вимогу. Утворився новий уряд, який оприлюднив проєкт нової конституції та новий виборчий закон. Проте ці проєкти мали недемократичний характер і викликали нові незадоволення народу, демонстрації та будівництво барикад. Імператор змушений був тікати зі столиці в Інсбрук.
15 березня 1848 р. почалася революція в Угорщині. Під тиском маніфестацій угорський сейм прийняв ряд постанов: про скасування дворянських привілеїв, скасування панщини (але за викуп). Був сформований національний угорський уряд.
У червні 1848 р. відбулося повстання у Празі. Німецька буржуазія в Чехії намагалася закріпити підлегле становище чехів, включити Чехію до складу єдиної Німецької імперії. Чеська буржуазія та дворянство висували план перетворення Австрійської імперії в союз автономних областей. 2 червня 1848 р. у Празі відкрився з'їзд представників від усіх слов'янських областей Австрійської імперії, де були присутніми 340 делегатів (у більшості чехи). Головував чеський політичний діяч Палацький. З'їзд поділився на три течії: чесько-словацьку, польсько-українську та південнослов'янську. Робота делегацій відбувалася у трьох секціях, одна з яких під головуванням К. Лібельта — «польсько-русинська» — обговорювала українську проблему[джерело?].
Більшість делегатів підтримувала збереження багатонаціональної Австрійської імперії та її перетворення у федерацію рівноправних народів. Оскільки монархія Габсбургів була одним із головних бастіонів контрреволюції, така позиція об'єктивно була малопродуктивною і неконструктивною.
12 червня 1848 р. почалося збройне повстання у Празі, яке тривало 5 діб, але було жорстоко придушене.
У травні 1848 р. представники української ліберальної буржуазії, інтелігенції та українського духовенства створили у Львові українську політичну організацію «Головна руська рада». Вона діяла в цілому з лояльних позицій щодо Австрійської монархії, не чіпаючи основ ладу. Ця організація виступала за перетворення Східної Галичини в окрему провінцію, тобто за її територіальну автономію, створення української національної гвардії, поширення української мови (навчання, публікація документів), дозвіл українцям обіймати державні посади, зрівняти українське духовенство з католицьким. Почала видаватися перша газета українською мовою — «Зоря Галицька», символом українського народу було проголошено галицький герб — золотого лева на блакитному тлі і жовто-блакитний прапор. Австрійська влада розпалювала національну ворожнечу між поляками та українцями, більше підтримуючи поляків. У Північній Буковині вибухнуло селянське повстання на чолі з депутатом австрійського парламенту Лук'яном Кобилицею. Владі вдалося його остаточно придушити лише через півтора року.
У Відні 6 жовтня 1848 р. знову почалося збройне повстання, яке мало на меті завадити вводу військ в Угорщину. Це повстання було найзначнішою подією революції 1848 р. в Австрії. Близько місяця Відень знаходився в облозі імператорських військ і лише 1 листопада їм удалося захопити столицю. Почався терор. Але австрійський імператор Фердинанд І зрікся престолу на користь свого небожа Франца-Йосипа (1848—1916 pp.). Новий імператор направив війська в Угорщину і захопив Будапешт. Уряд і парламент революційної Угорщини переїхали до Дебрецена. Тут 14 квітня 1849 р. було проголошено незалежність Угорщини. Правителем було обрано Лайоша Кошута. Активну роль у революції відіграв поет Шандор Петефі. Спочатку угорська армія здобула ряд перемог, захопила Будапешт і наблизилася до австрійського кордону. Австрійський імператор попрохав допомоги в російського імператора Миколи І. У травні 1849 р. в Угорщину ввійшло дві російські армії чисельністю 140 тис. солдатів на чолі з генерал-фельдмаршалом князем Варшавським І. Ф. Паскевичем (нар. у Полтаві 1782 р — пом. у Варшаві 1856 р.) та за участі самого імператора Миколи І. і його сина — великого князя Костянтина Миколайовича. Австрійська армія нараховувала 127 тис., а угорська — 170 тис. Угорські війська зазнали поразки, Кошута відсторонили від керівництва країною. 13 серпня угорська армія капітулювала, хоча останні осередки опору було придушено в кінці вересня 1849 р. Почалося застосування масового воєнно-судового терору. Було страчено 13 генералів угорської армії та кілька сотень найактивніших учасників революції, понад 10 тис. ув'язнено.
Революції 1848–49 зазнали поразки. Більшість політичних і соціальних свобод, здобутих народами Європи, було відібрано під час реставрації повалених ними правлячих режимів. Однак і феодально-монархічний лад позбувся колишнього всевладдя, втративши одну зі своїх головних підвалин — кріпосний стан величезних мас селянства, скасований безповоротно революційною боротьбою. Революції 1848—1849 pp. дали поштовх формуванню лібералізму, привели до структурних змін у системі управління держав, сприяючи переходу до конституційних норм життя суспільства.